# Becca di Nana
La Becca di Nana o Bec de Nannaz in francese (3.010 m s.l.m.), detta anche Falconetta, è una montagna delle Alpi Pennine che si trova in Valle d'Aosta.

## Caratteristiche

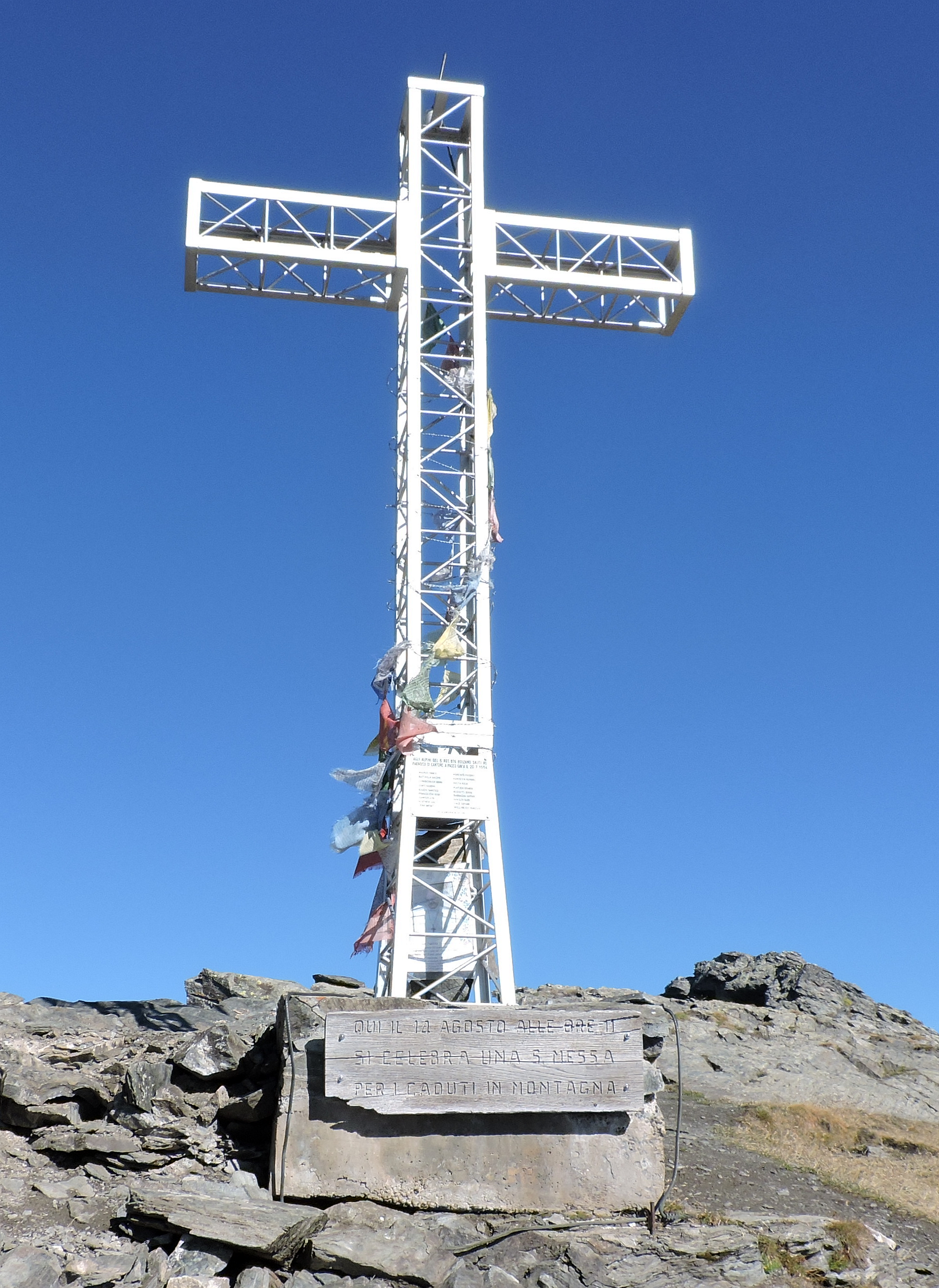
La croce di vetta.

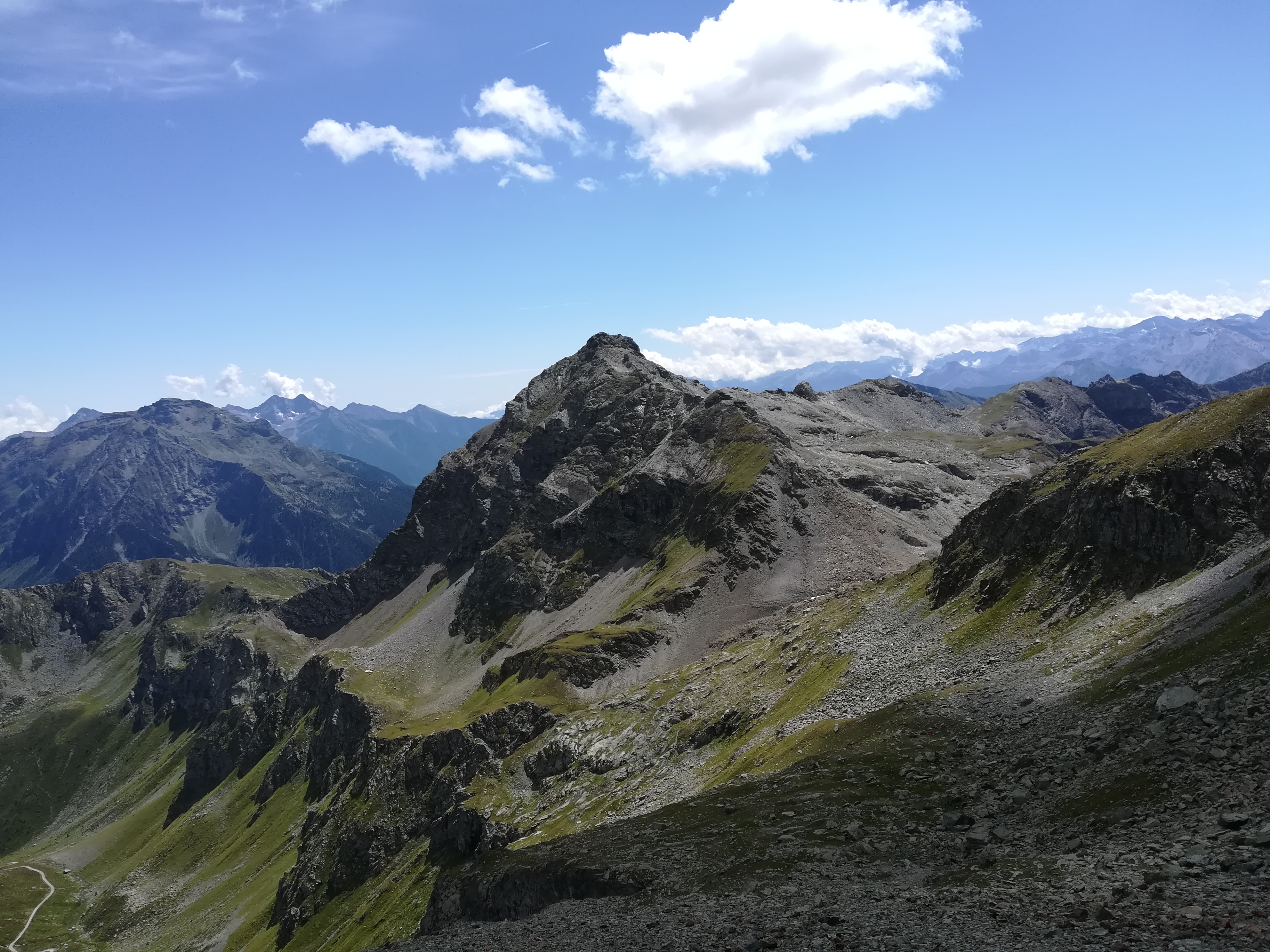
La montagna vista scendendo dal Petit Tournalin.

La montagna è collocata sullo spartiacque tra la Valtournenche e la Val d'Ayas. È la seconda vetta che si incontra dopo il Monte Zerbion salendo la cresta tra le due valli. Spostandosi ancora a nord lungo la cresta si incontra il Col de Nannaz (2.775 m), la Becca Trecare e poi la mole del Grand Tournalin.
La vetta ospita un altare di pietra ed una grande croce eretta dagli alpini e dedicata alla memoria di 18 commilitoni morti in un tragico incidente sul Passo di Gavia nel 1954. Ogni 14 agosto viene celebrata una santa messa sulla vetta in ricordo dei caduti della montagna.

## Salita alla vetta
Si può salire sulla vetta partendo da Mandriou o da Saint-Jacques, entrambe località di Ayas. In alternativa si può partire da Chamois o da Cheneil.
Come meta scialpinistica è considerata per Buoni sciatori (BS) .